# سلمی بنت عمیس
سلمی دختر عمیس از صحابیات محمد پیامبر اسلام و از قبیله خثعمی بود. او همسر حمزه بن عبدالمطلب بود. پدرش عمیس بن معاذ و مادرش هند بنت عوف بود. خواهرش اسماء بنت عمیس همسر جعفر بن ابی طالب، ابوبکر و علی بود. خواهر ناتنی اش میمونه بنت حارث همسر محمد پیامبر اسلام بود. خواهر ناتنی دیگرش لبابه بنت حارث مادر ابن عباس و همسر عباس بن عبدالمطلب بود. تاریخ وفات سلمی بنت عمیس نامعلوم است.
 